# Теодор Гейда
Теодор Гейда (чеськ. Theodor Hejda або укр. Гейда Федір В'ячеславович, 25 грудня 1858, Плзень, Чехія — 17 січня 1920, Квасилів, УНР) — чехословацький священник, викладач, громадський і релігійний діяч, засновник і перший священник православного Храму Петра і Павла, що належав Чеській громаді Волині у Квасилові (нині — ПЦУ).

## Життєпис
Народився 25 грудня 1858 року в австро-угорському Плзні, закінчив курс двокласного училища, згодом за запрошенням чехословаків і місцевої чеської громади переїхав до Волині.

### Освіта
- 1868 — закінчив курс двокласного училища в Чехії (тодішня Австро-Угорщина)
- 1874 — закінчив народне училище для вивчення російської мови.[1]
- 1878 — завершив повний курс Коростишівської вчительської семінарії.

## Служба
Після земельної реформи 1861 року Волинські землі переживали велику потребу в робочій силі, що приваблювало сюди іноземних працівників. На початку XIX століття сюди почали масово переселятись німці й чехи. 1868 року на Волині проживало 14 чеських сімей, що переїхали сюди 1851 року. 1863 року чехи утворили тут першу чеську колонію Людгарівку (нині с. Привільне Дубенського повіту), зберігаючи своє австро-угорське підданство.
За запрошенням представників громади з чеських земель Австро-Угорщини на Волинь також переїжджали вчителі і релігійні діячі. Один з учителів — Теодор Гейда. Теодор не був духовником, спочатку працював вчителем у Глинській школі Рівненського повіту, згодом викладав у Рівненській гімназії, володів латинською мовою. До Другої світової війни половину населення цього села складали чехи, вони сповідували православ'я.
Вибираючи настоятеля для своєї нової церкви, громада обрала «колишнього» католика Теодора, який від того часу став Феодором. Його запросили до Санкт-Петербурґу на Священний синод РПЦ, де він отримав сан священника. Теодор був одним з перших волинських чехів, хто отримав цей сан, чи був у нього дозвіл від католицької церкви та погашені зобов'язання та обов'язки перед католиками і чи взагалі хтось його легально позбавляв католицького сану, не відомо. Теодор був одним з перших волинських чехів, хто отримав ще один сан. Для нього було призначено дружину Олександру Михайлівну Юневич, яку обрано з древнього українського роду священників.
У 1878—1881 роках працював народним вчителем в Бистричах Рівненської області, викладав у Будеражському народному училищі.
1888 року Гейда успішно складає іспити за усіма богословським предметам (за V та VI класи) духовної семінарії для отримання прав священництва. Того ж року приймає сан священника в Успенській церкві Глинська, де одночасно працює учителем у народному училищі.

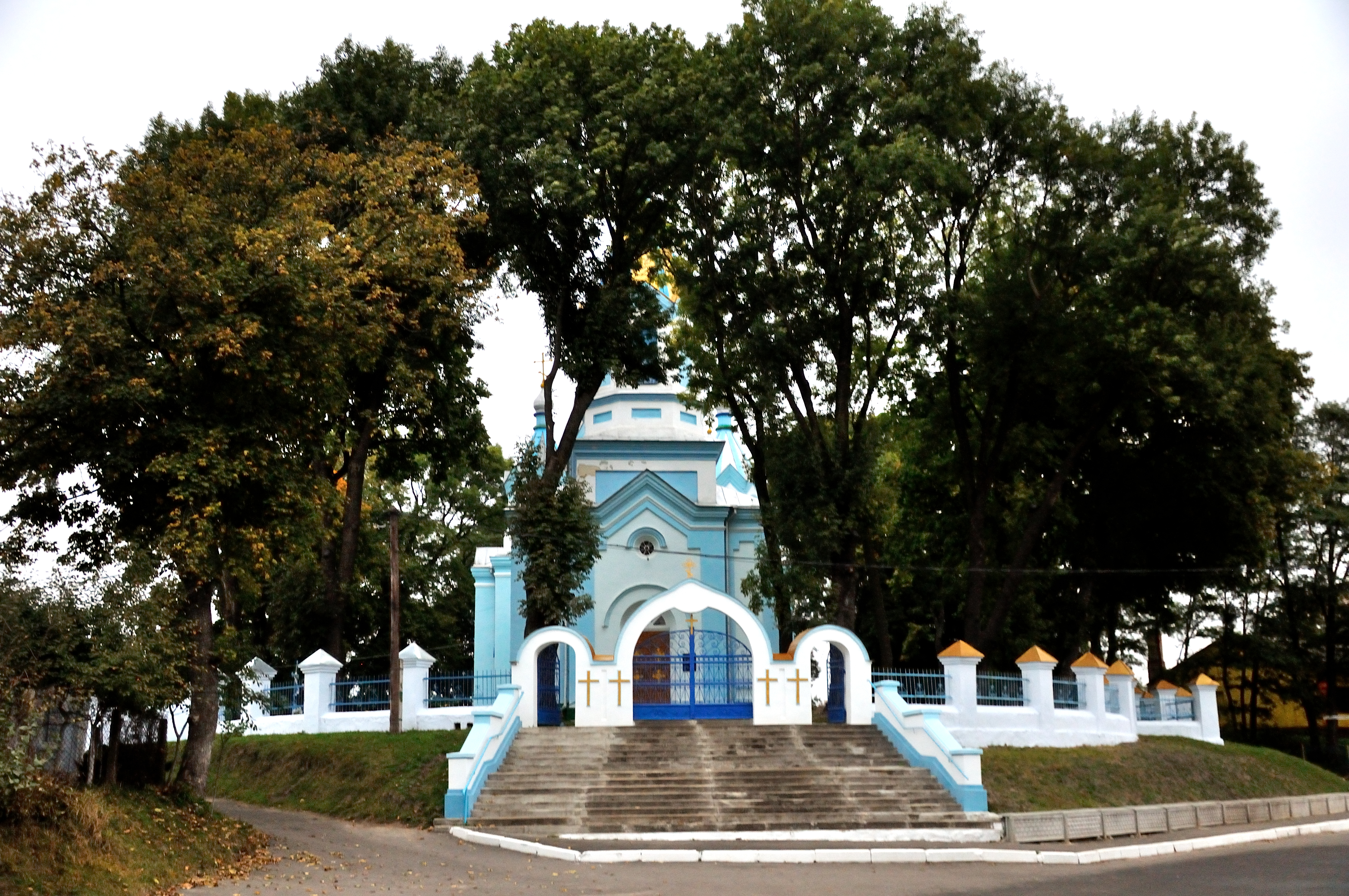
Успенська церква Глинська, де 1888 року Теодор отримав сан священика.

1889 року (за іншими даними 1888) за 6 років до освячення храму Федір був призначений настоятелем квасилівського приходу та помічником чеського місіонера. Таким чином, він став першим православним священником волинської чеської громади.
Теодор заснував православний чеський храм Петра і Павла, освячений архієпископом Модестом. Він самостійно керував будівництвом. У своїй промові під час відкриття храму Теодор заявив, що «той, хто виступає проти православної віри, той є противником Русі». Нині цей храм належить до громади ПЦУ.
10 грудня 1895 року в чеському селищі Квасилів Рівненського повіту архієпископ Волинський і Житомирський Модест в присутності Волинського губернатора С. П. Суходольского, місцевої влади й членів Навчального комітету Святого синоду освятив чеський православний храм.
16 квітня 1889 року Гейда почав вести меси чеською мовою для 94 православних чехів. Гейда також активно залучав молодь до навчання чеської мови.

21 вересня 1906 року Гейда разом з іншим священником Зачею підготували звіт для Волинського архієпископа Антонія. Серед іншого, Теодор зазначав, що із прийняттям православної віри чеські діти «втратили всі хороші навички» і мораль.

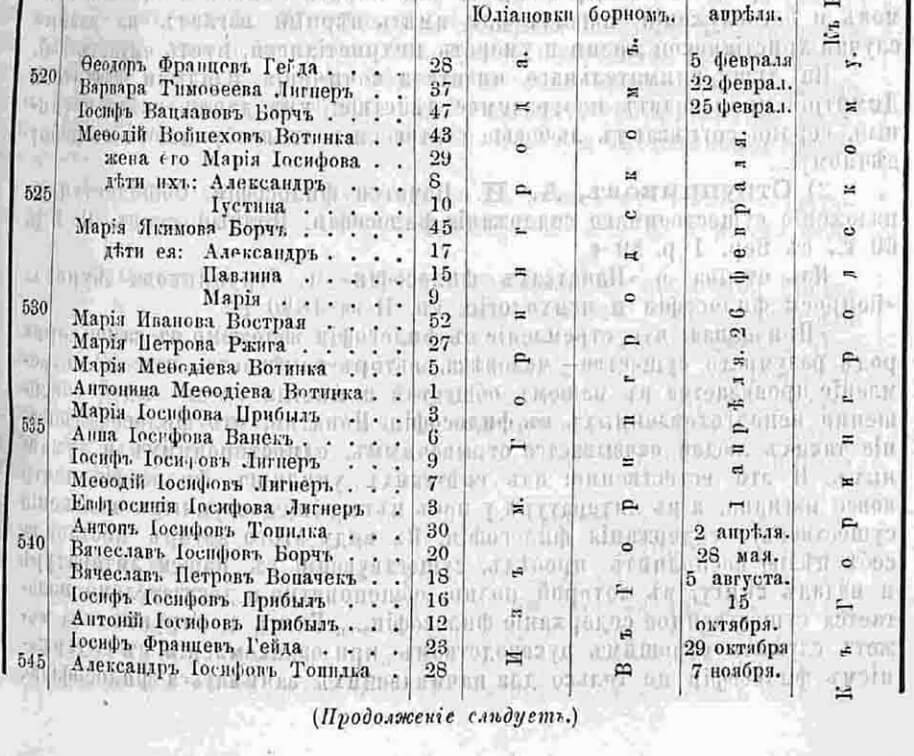
Ім'я Теодора в уривку з перепису волинських чехів, які прийняли православ'я (1888 рік).

### Останні роки
1919 року дружина Олександра поїхала побачитись із дітьми на схід України. Згодом почалась окупація західної України і вона не змогла повернутись додому до Квасилова. Теодор не мав про неї жодних звісток і вже також не зміг поїхати до дітей через закриття кордонів.
До останніх днів Теодор працював православним священником в Квасилові, помер 17 січня 1920 року. Був похований на території заснованого ним собору. Наступним священником храму став Гервасій Лісіцький.

## Нагороди
- набедреник (1890);
- скуфія (1895);
- камилавка (1905);
- бронзова та срібна медалі — за участь у першому народному всезагальному переписі (1897)[9].

## Сім'я
Феодор та Олександра виховали шістьох дітей. Всі діти отримали хорошу освіту й виховання, грали на піаніно, доньки вишивали, всі добре танцювали, говорили французькою.
- Дружина — Олександра Михайлівна Гейда, до шлюбу Юневич. Померла в Катеринославі у 1930-х.[10]
- Сини: Іван Федорович Гейда та Олександр Федорович Гейда.
  - Син Іван Федорович — кадровий офіцер в Царській армії, після перевороту 1917 року не зміг виїхати за кордон, працював в Москві бухгалтером. Тричі був одруженим, дітей не мав, помер у 50 рр. XX ст..
  - Син Олександр Федорович — скромний і сором'язливий, закінчив духовну семінарію, але не прийняв сан священника. Викладав латинь в медучилищі. У 30 рр. XX ст. був репресований, більше 10 років провів на засланні в Сибіру. 1956 року повернуся з заслання до Дніпропетровська до родичів, жив у Кіровограді.
- Батько — Вацлав Гейда (у документах[джерело?]. Теодора ім'я батька переклали як В'ячеслав)[джерело?]. Він одним з перших чеських переселенців на землі західної України, тікаючи від знімеччування.
- Дід — Франц Гейда.
- Доньки: Ольга (нар. 1878-?), Ніна, Віра та Марія.
  - Марія Федорівна Гейда (1887 с. Будорож — 1979). 1907 року в Здолбунові одружилася з Євгеном Романовичем Ярмольчуком (н. 14 березня 1879) і переїхала з ним до Санкт-Петербурґу. Добре танцювала, грала на піаніно. В Рівному познайомилась із Михайлом Романовим (кузеном Миколи II). 1909 року народила доньку Раду (Раїсу[джерело?].), 1915 — сина Дмитра.
  - Ольга Федорівна — одружилася з Петром Андрєєвим, чоловіка та старшого сина Лева розстріляли під час репресій.
  - Ніна — одружилася з Миколою Воронцовим, жила на Ігрені (Дніпро).
- Онуки
  - Дмитро Ярмольчук (1915—2005) — український винахідник, інженер, багаторічний директор Дніпропетровського проектного інституту.
  - Микола Ярмольчук (1898—1979) — відомий радянський інженер-конструктор, винахідник, конструктор шаропоїзду.